# Камйонкі (Свентокшиське воєводство)
Камйонкі (пол. Kamionki) — село в Польщі, у гміні Лончна Скаржиського повіту Свентокшиського воєводства.
У 1975-1998 роках село належало до Келецького воєводства.